# Boutigny-sur-Essonne
Boutigny-sur-Essonne  [but̪iɲi syʁ esɔn] je obec v jihovýchodní části metropolitní oblasti Paříže ve Francii v departmentu Essonne a regionu Île-de-France. Od centra Paříže je vzdálena 46 km.

## Geografie
Obcí protéká řeka Essonne.
Sousední obce: Vayres-sur-Essonne, Guigneville-sur-Essonne, Videlles, Moigny-sur-École, Courdimanche-sur-Essonne, Maisse a Milly-la-Forêt.

## Vývoj počtu obyvatel
Počet obyvatel

## Památky
- kostel Saint-Barthélémy de Boutigny-sur-Essonne z 12. století

## Partnerská města
- Lans